# Špola
Špola (ukrajinsky a rusky Шпола) je město v Čerkaské oblasti na Ukrajině. Leží zhruba sedmdesát kilometrů jihozápadně od Čerkas. Po administrativně-teritoriální reformě v červenci 2020 patří do Zvenyhorodského rajónu, do té doby bylo centrem Špolského rajónu. Ve Špole žije přibližně 17 tisíc obyvatel. V roce 2012 zde žilo 18 394 obyvatel.

## Dějiny
První zmínka o Špole je z roku 1594. V roce 1938 se stala městem. Před druhou světovou válkou byla ve Špole silná židovská menšina (až 45 %), která ovšem zanikla k roku 1942.

### Rodáci
- Icik Fefer (1990–1952), jidišský básník
- Oleksandr Mykolajovyč Tkačenko (* 1939), ukrajinský politik